# Волма (Смолевицький район)
Волма (біл. вёска Волма) — село в складі Смолевицького району Мінської області, Білорусь. Село підпорядковане Драчківській сільській раді, розташоване в центральній частині області.